# Floget
Floget is een plaats in de gemeente Vänersborg in het landschap Västergötland en de provincie Västra Götalands län in Zweden. De plaats heeft 69 inwoners (2005) en een oppervlakte van 22 hectare. Floget ligt 6 km ten zuiden van Vargön en 11 km ten noordoosten van Trollhättan.